# Eberlanzia aculeata
Eberlanzia aculeata là một loài thực vật có hoa trong họ Phiên hạnh. Loài này được (N.E.Br.) Schwantes mô tả khoa học đầu tiên năm 1927.